# Ubercode
Ubercode é um ambiente de programação com Linguagem de Alto Nível, projetado por Ubercode Software e lançado em 2005 para Microsoft Windows. Ubercode é influenciada pela Eiffel e BASIC.

## Características
• Linguagem de Alto Nível : que significa que você passar mais tempo em produção ativa . Ela economiza tempo e torna mais fácil programação.
•  É confiável : Inclui características de segurança, tais como gerenciamento automático de memória, movimentação automática  de arquivo, janela e manipulação automática erro que captura todos os erros.
•  É contemporânea tem um look and feel. Ele utiliza temas sob o Windows XP, e corre o mesmo código fiável em versões anteriores do Windows.
•  É muito mais fácil de usar do que Visual Basic, Delphi e C + +. Isto o torna ideal para iniciantes.
•  Tem instalação rapida, sem activação de produto ou registo na Internet. Depois do download do Trial Pack, você pode instalar e estará funcionando dentro de dez minutos!
•  Inclui instruções completas e com qualidade. Você pode pressionar comando F1 em qualquer idioma  e obter ajuda dentro de segundos, por exemplo, existem programas para cada comando.
•  Eficiente para programas rápido porque usa um compilador.
•  Cria executavel padrão da indústria Windows .exe.
•  Usando o Ubercode Professional Pack, é fácil de implantar programas que correm sob todas as versão do Windows. Com Ubercode os programas podem ser adicionados e removidos, sem agravar os efeitos secundários.
•  O Ambiente Desenvolvedor Ubercode tem tudo que você precisa para escrever e depurar programas. Deixa seu ambiente de trabalho livre e ordenado.
•  Ubercode inclui mais de 250 programas totalmente testada exemplo, no disco e nos ajudam arquivos.

## Versões
Ubercode Standard Pack:
•  Desenvolvedores Debugger Integrado de Ambiente e com editor de formulário
•  Compilador de 32 bits do Windows
• O código fonte para a biblioteca Run tempo e Meio Ambiente do desenvolvedor
•  Mais de 100 programas Amostra
•  Mais de 400 ícones úteis e bitmaps
•  Completo suporte técnico via e-mail e site
•  Licença de desenvolvimento de software no PC para uso pessoal
•  Manual de instruções em formato PDF
Ubercode profissional Pack:
•  Desenvolvedores Debugger Integrado de Ambiente e com editor de formulário
•  Compilador de 32 bits do Windows
• O código fonte para a biblioteca Run tempo e Meio Ambiente do desenvolvedor
•  Mais de 100 programas Amostra
•  Mais de 400 ícones úteis e bitmaps
•  Completo suporte técnico via e-mail e site
•  Licença de desenvolvimento de software no PC para uso pessoal
•  Manual de instruções em formato PDF
•  "Programa Personalizer" para acrescentar detalhes produto para programas
•  "Programa acondicionador" para a criação de pacotes para a distribuição instalável

## Olá Mundo
Aqui está o programa básico, Olá mundo :
```
 Ubercode 1 class Hello

  public function main()
  code
    call Msgbox("Hello", "Olá Mundo!")
  end function

  end class

```

## Condições pré e pós
```

Ubercode 1 class PrePost

  function IntToStr(in mystr:string[*] out value:integer)
  precond IsDigitStr(mystr)
  code
    call Val(mystr, value)
  end function

  public function main()
  code
    call Msgbox("OOP example", "IntToStr(10) = " + IntToStr("10"))
  end function

  end class

```